# Wielebnów
Wielebnów [pronunciación en polaco: /vjɛˈlɛbnuf/] es un pueblo en el distrito administrativo de Gmina Łopuszno, dentro del Distrito de Kielce, Voivodato de Świętokrzyskie, en el sur de Polonia. Se encuentra aproximadamente 2 kilómetros al noreste de Łopuszno y 27 kilómetros al oeste de la capital regional, Kielce.
El pueblo tiene una población de 398 habitantes.